# 変成作用

変成作用の概略の図。左は角閃岩相、右は緑色片岩相。gtは柘榴石、hblは普通角閃石、plagは斜長石、chlは緑泥石、actは緑閃石、epは緑簾石の略である。これらの他に石英とカリ長石があるが、変成作用には関与しない。

変成作用（へんせいさよう、英語: metamorphism）とは、既存の岩石（原岩）が当初と異なる温度や圧力のもとで、あるいは流体による化学反応に伴い、岩石の組織が変化する作用のことで、この作用によって変成岩が形成される。変成作用の大半は地殻の内部で起こる。
変成作用は、大きく広域変成作用（英語: regional metamorphism）と接触変成作用（英語: contact metamorphism）に分けられる。

## 広域変成作用
広域変成作用（regional metamorphism）は、地球内部における広域な運動に伴い、既存の岩石が地下深部で受ける変成作用のことであり、広域変成岩を形成させる。広域変成作用は岩石を再結晶させ、片麻岩となり片理面や片麻状構造、縞状構造ができる。なお、高温低圧型変成岩では主に片麻状構造や縞状構造が形成される一方、低温高圧型変成岩では結晶片岩として片理面が形成されることが多い。
なお、広域変成作用はさらに造山帯変成作用、海洋底変成作用、埋没変成作用に分類される。造山帯変成作用は、造山運動（大陸プレートや島弧どうしの衝突、海洋プレートの沈み込みなど）による変成作用のことで、変成岩組織がよく確認される。海洋底変成作用は、中央海嶺や大洋底下において、地殻や上部マントルで発生する。ここでは原岩がマフィック岩・超マフィック岩であり、変成岩組織は見られない。埋没変成作用は厚い堆積岩層の下部で起こる、続成作用と造山帯変成作用の中間にあたる作用のことで、原岩の堆積構造や岩石組織が残ったり、不完全な再結晶作用だったりする。

## 接触変成作用

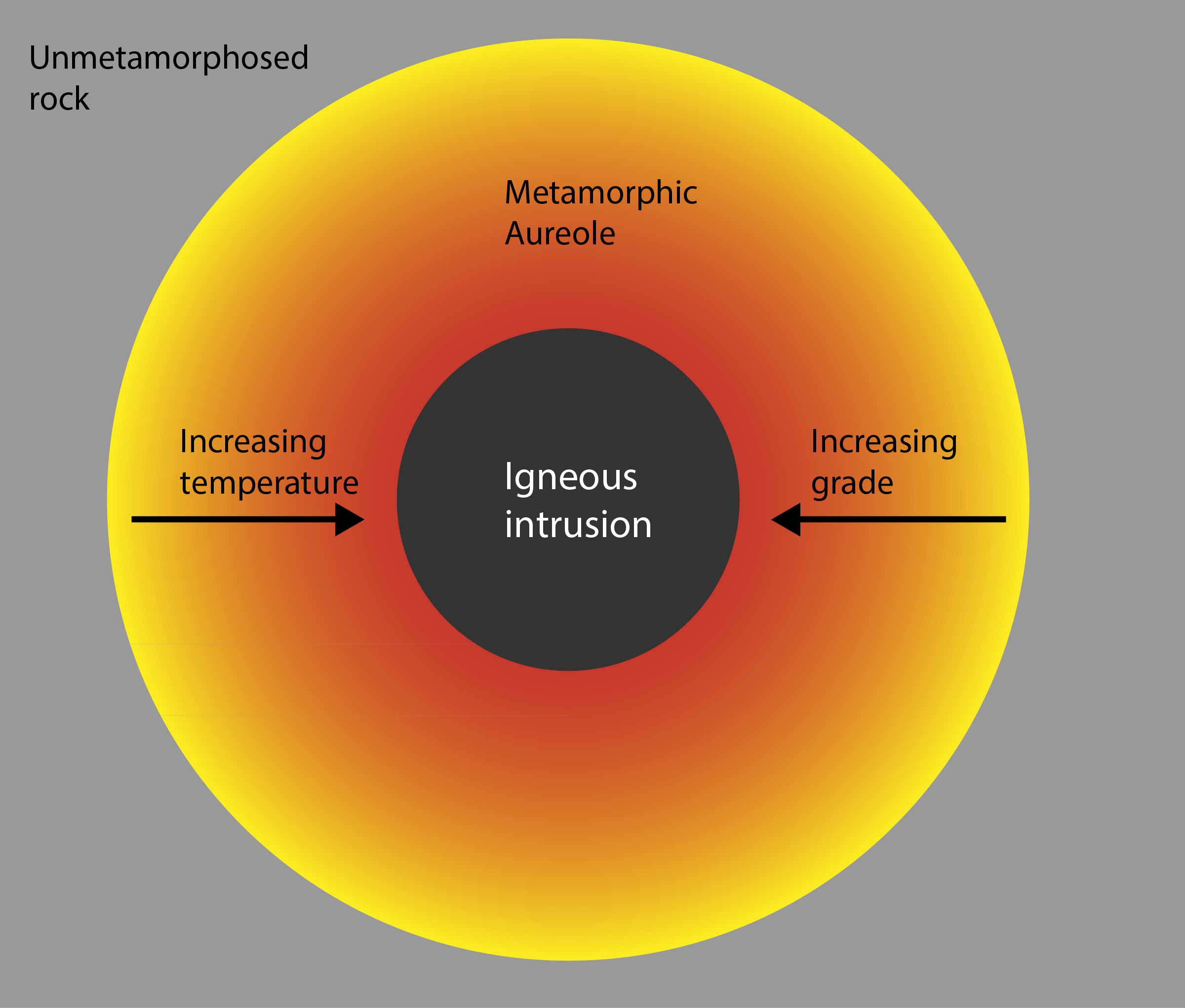
中央の火成岩体に近づくにつれ高温で変成作用を受ける。

接触変成作用（contact metamorphism）は、マグマの貫入に伴う周辺の加熱により原岩が再結晶される変成作用のことであり、接触変成岩を形成させる。この岩石は一般にホルンフェルスとよばれる。
接触変成作用が起こる範囲は、マグマの貫入により形成された火成岩体の周囲であり、火成岩体から数キロメートル以内であることが多い。また火成岩体に近いほど変成作用時の温度は高い。ただし、広域変成作用のときよりも圧力は小さい傾向にある。

## その他の変成作用

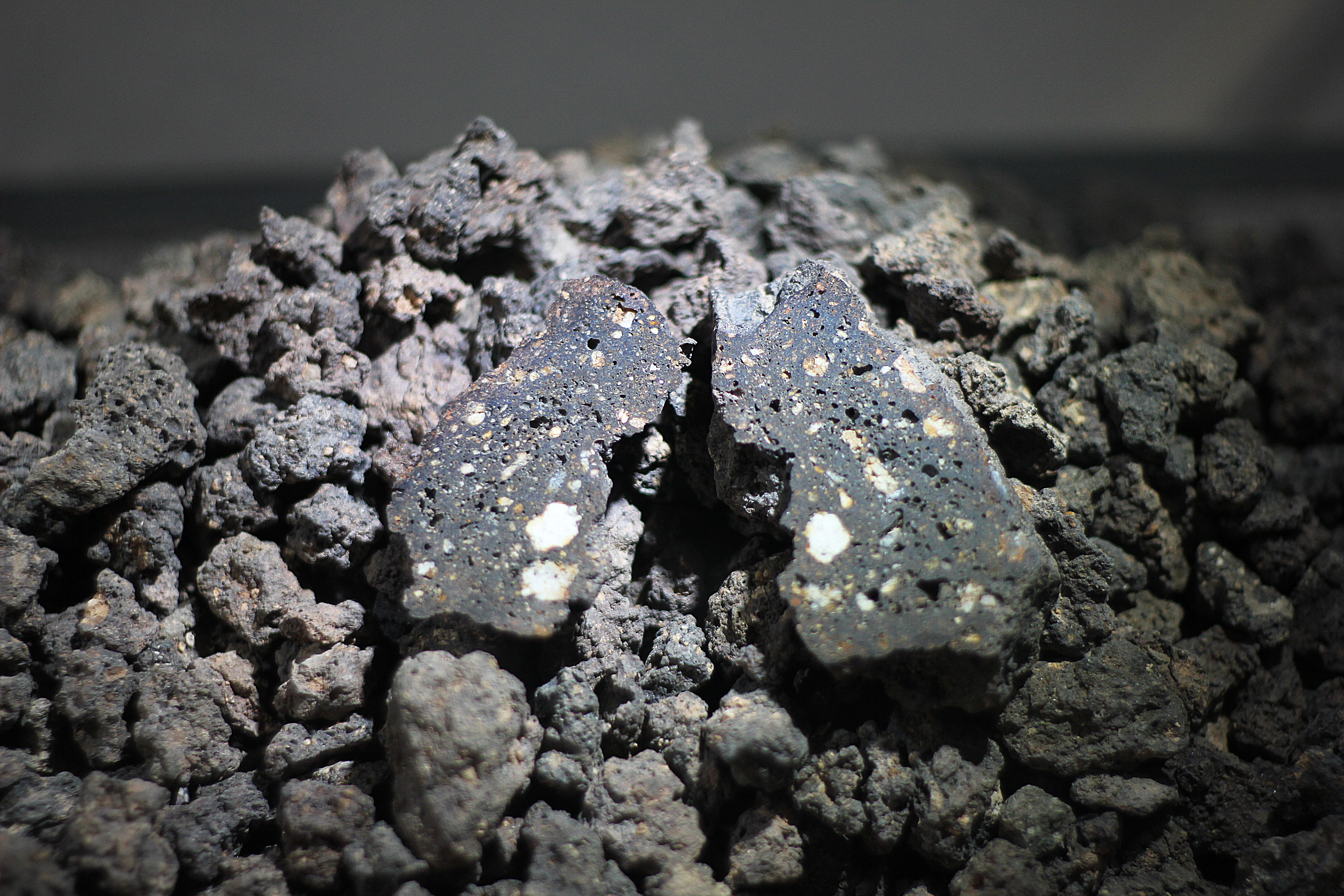
チリのモントゥラキクレーターで発見されたインパクタイト

衝撃変成作用（impact metamorphism）とは、隕石の落下時に起こる瞬間的な変成作用のことで、衝撃角礫岩やインパクタイトなどを形成する。
この他にも、岩石の割れ目に熱水やガスが入ることによる局所的な変成作用として熱水変成作用（hydrothermal metamorphism）、岩石の物理的破壊などに起因する動力変成作用（dynamic metamorphism）、変成作用中に化学物質の転移が行われた交代作用（metasomatism）などの変成作用が挙げられる。

## 温度・圧力

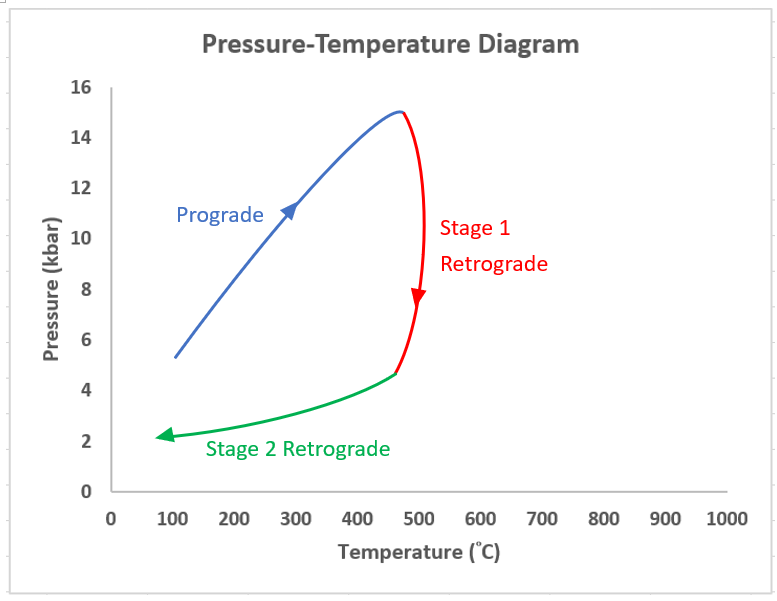
温度-圧力図。変成作用における温度や圧力の変化の一例。

温度と圧力は変成作用にでおける物理的条件の主要例で、温度や圧力の変化により再結晶が起こり、原岩の鉱物組成や組織が変化することで変成作用が進行する。特に高温であるほど変成作用の速度は上昇する。高温時の再結晶作用は昇温期変成作用（prograde metamorphism）とよばれる。しかし、温度上昇が停止し冷却が開始すると反応は終了し、変成岩の形成は完了する。この時を温度ピーク（thermal peak）とよぶ。ただし、水が十分にある場合などではその後の温度低下中でも変成作用が起こり、後退変成作用（retrograde metamorphism）という。これらの温度変化は、温度-圧力図の上で表示することができる。
なお、変成岩の形成時の温度や圧力の推定のときは、多形鉱物や地質温度計を用いるとよい。